# Холовня, Шимон

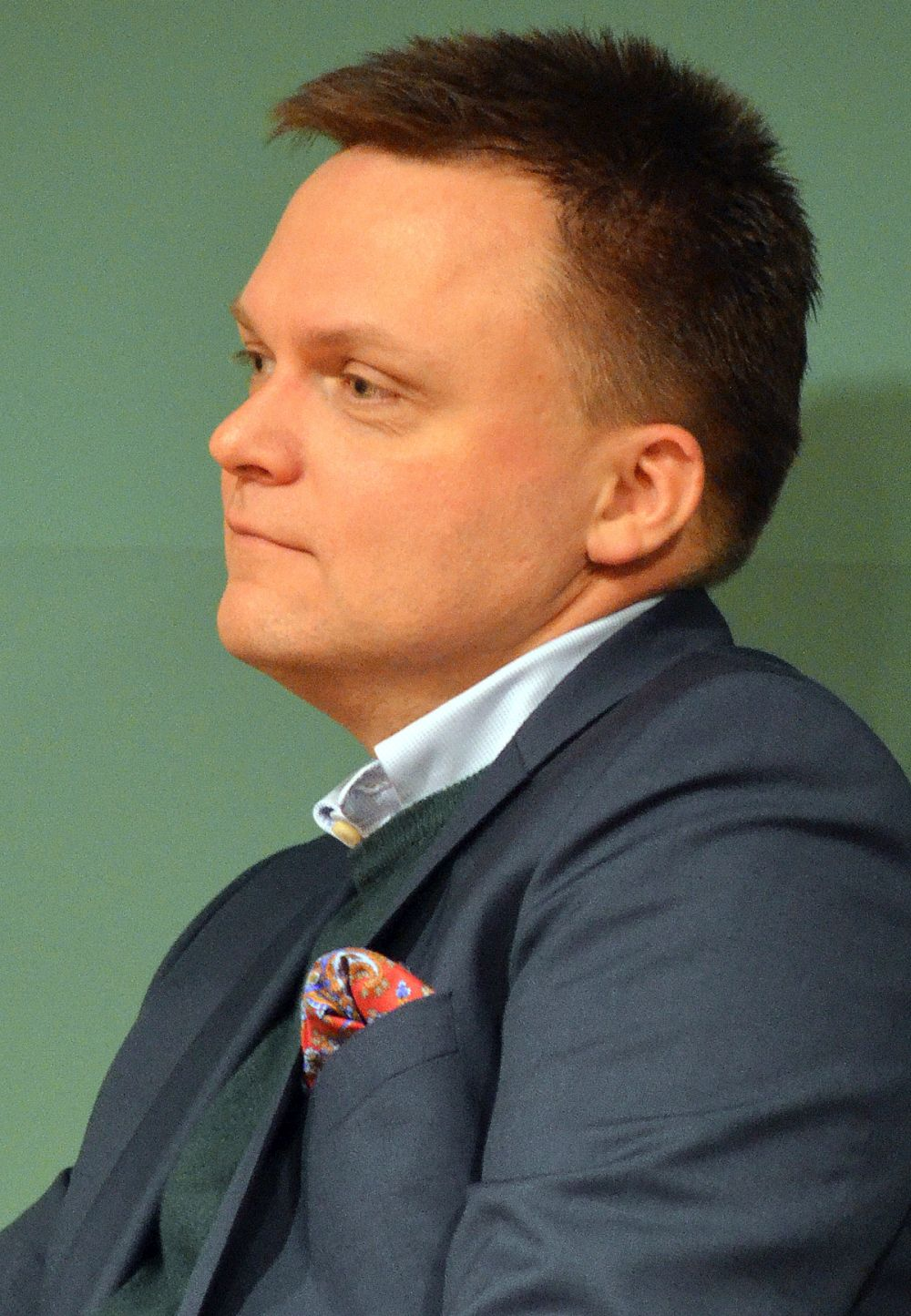
Шимон Холовня, фото 2019 года

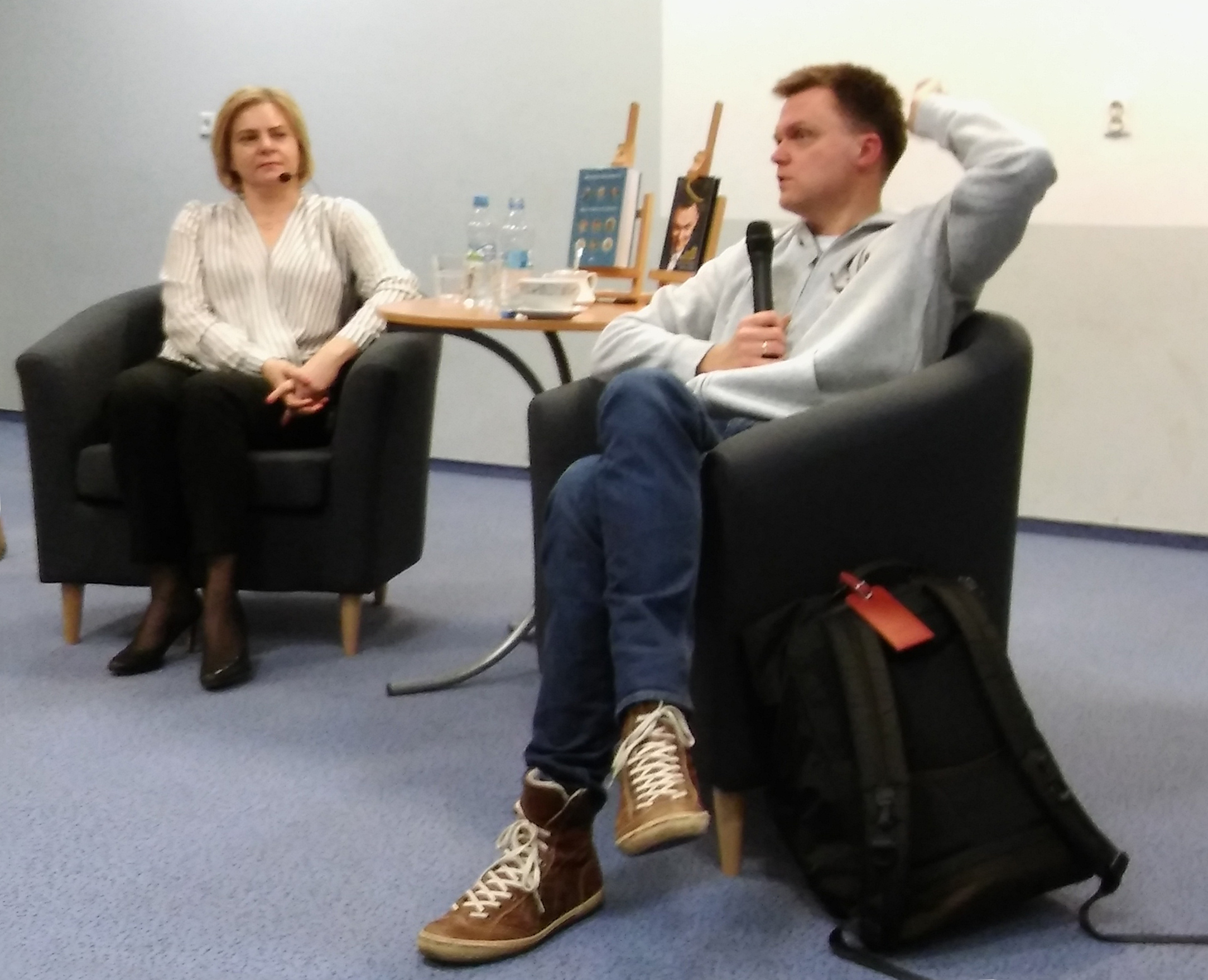
Шимон Холовня, фото 2017 года

Ши́мон Франци́шек Холо́вня (Шимон Головня, пол. Szymon Franciszek Hołownia; род. 3 сентября 1976, Белостоке, Польша) — польский журналист, писатель, публицист, телеведущий. В 2020 году кандидат на выборах президента Польши, на которых занял 3-е место, получив 13,87 % голосов избирателей. Основатель партии и общественного движения Польша 2050. Депутат Сейма X созыва (с 2023 года). Действующий Маршал Сейма Республики Польша.

## Биография
Родился 3 сентября 1976 года в Белостоке в семье Войцеха Холовни — вице-президента Белостока в 1990-е годы.
После окончания школы изучал психологию в Университете социальной психологии и гуманитарных наук, который не окончил.
В молодости также дважды пребывал в новициате ордена доминиканцев.

### Трудовая деятельность
В разное время работал:
- редактором отдела «Культура» «Газеты Выборчей» (1997—2000),
- обозревателем и редактором отдела «Общество» в «Newsweek Polska» (2001—2004, 2006—2012),
- заместителем главного редактора «Озона» (апрель-июль 2005),
- редактором отдела «Плюс Минус» в «Rzeczpospolita» (сентябрь 2005—2006),
- обозревателем еженедельника «Wprost» (сентябрь 2012—апрель 2013),
- постоянным обозревателем еженедельника «Tygodnik Powszechny» (с 2015, в 2019 году прекратил писать в связи с участием в предвыборной гонке),
- ведущим радиопрограммы на радио «Белосток» и «Vox FM», а также сотрудничал с «Radio PiN».
- ведущим на телеканале «TVP1» (2006),
- программным директором канала «Religia.tv» (2007—2012), в котором он был ведущим этического ток-шоу «Между магазинами» (2007—2010), программы «Бог в большом городе» (2010), «Люди на чемоданах» (2009—2015),
- обозревателем прессы на телевидении «Dzień Dobry TVN», вместе с Марцином Прокопом вёл телевизионные шоу «Mam Talent» (2008—2019) и «Mamy cię!» (2015).

### Политическая деятельность
8 декабря 2019 года объявил о выдвижении своей кандидатуры на будущих президентских выборах. 7 февраля 2020 года была представлена предвыборная программа Холовни, в которой большое внимание отводилось вопросам экологии, национальной безопасности и местного самоуправления. Главой предвыборного штаба Холовни стал Яцек Цихотский — бывший министр внутренних дел Польши во втором правительстве Дональда Туска. По данным соцопросов за Шимона Холовню в первом туре готовы были проголосовать 20 % поляков. Во время предвыборной кампании позиционировал себя как человека, не связанного ни с какими политическими партиями.
В первом туре президентских выборов согласно официальным результатам, за него проголосовало 2,69 млн избирателей (13,87 %). Перед вторым туром Холовня поддержал кандидата Рафала Тшасковского от «Гражданской коалиции».
Ещё в ходе предвыборной кампании Холовня заявлял о создании своего общественного движения. Движение, под названием Польша 2050 было зарегистрировано в августе 2020 года. В конце сентября 2020 года Шимон Холовня заявил о регистрации политической партии на основе движения. 26 марта 2021 года была официально зарегистрирована партия «Польша 2050», председателем которой стал бывший член предвыборного штаба Холовни Михал Кобоско. 27 марта 2022 Шимон Холовня сам возглавил свою партию.

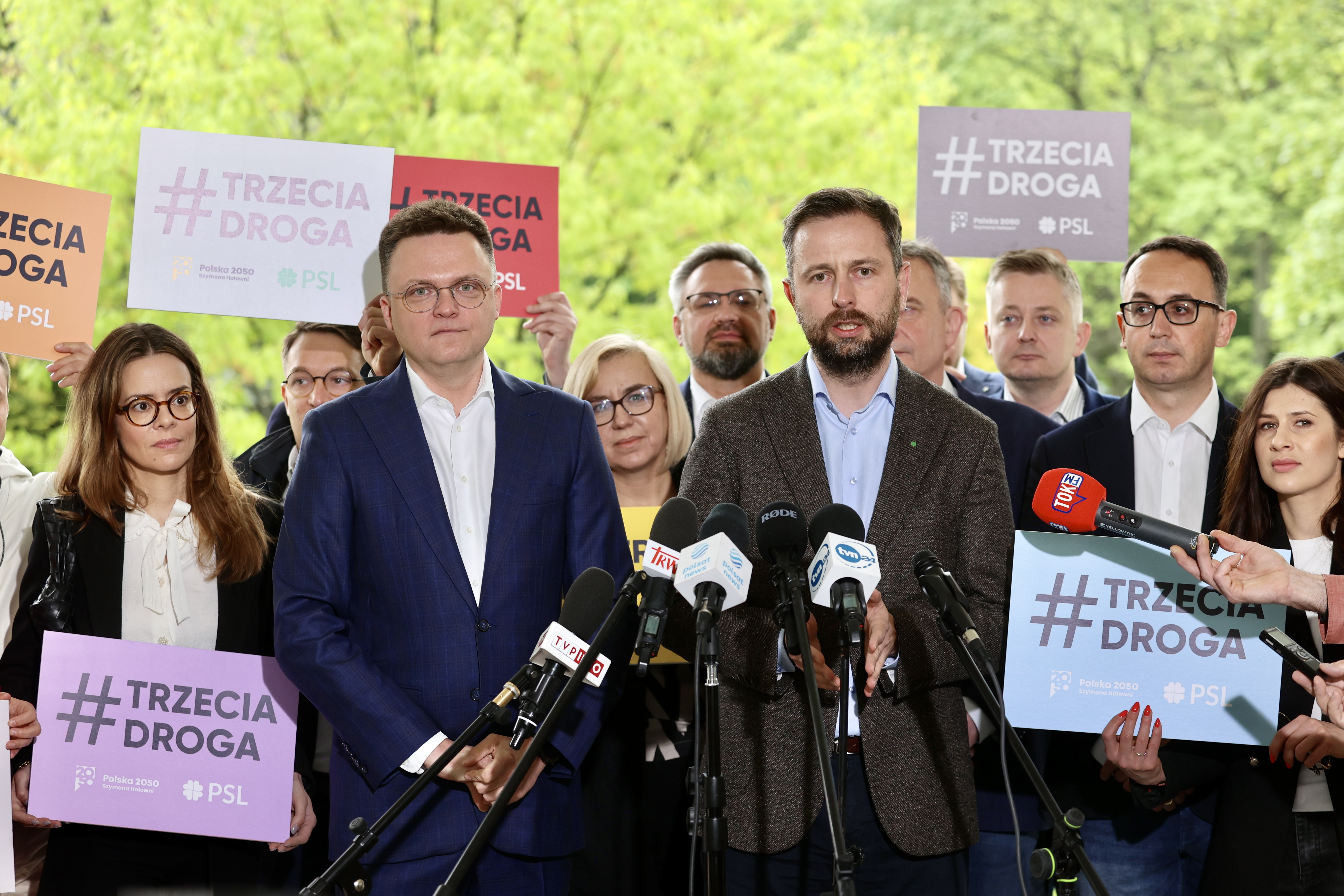
Лидеры коалиции «Третий путь» Шимон Холовня (слева) и Владислав Косиняк-Камыш (справа)

На парламентских выборах 2023 года избран в Сейм X созыва от избирательного округа № 24 (Подляское воеводство) с результатом в 79 951 голос.

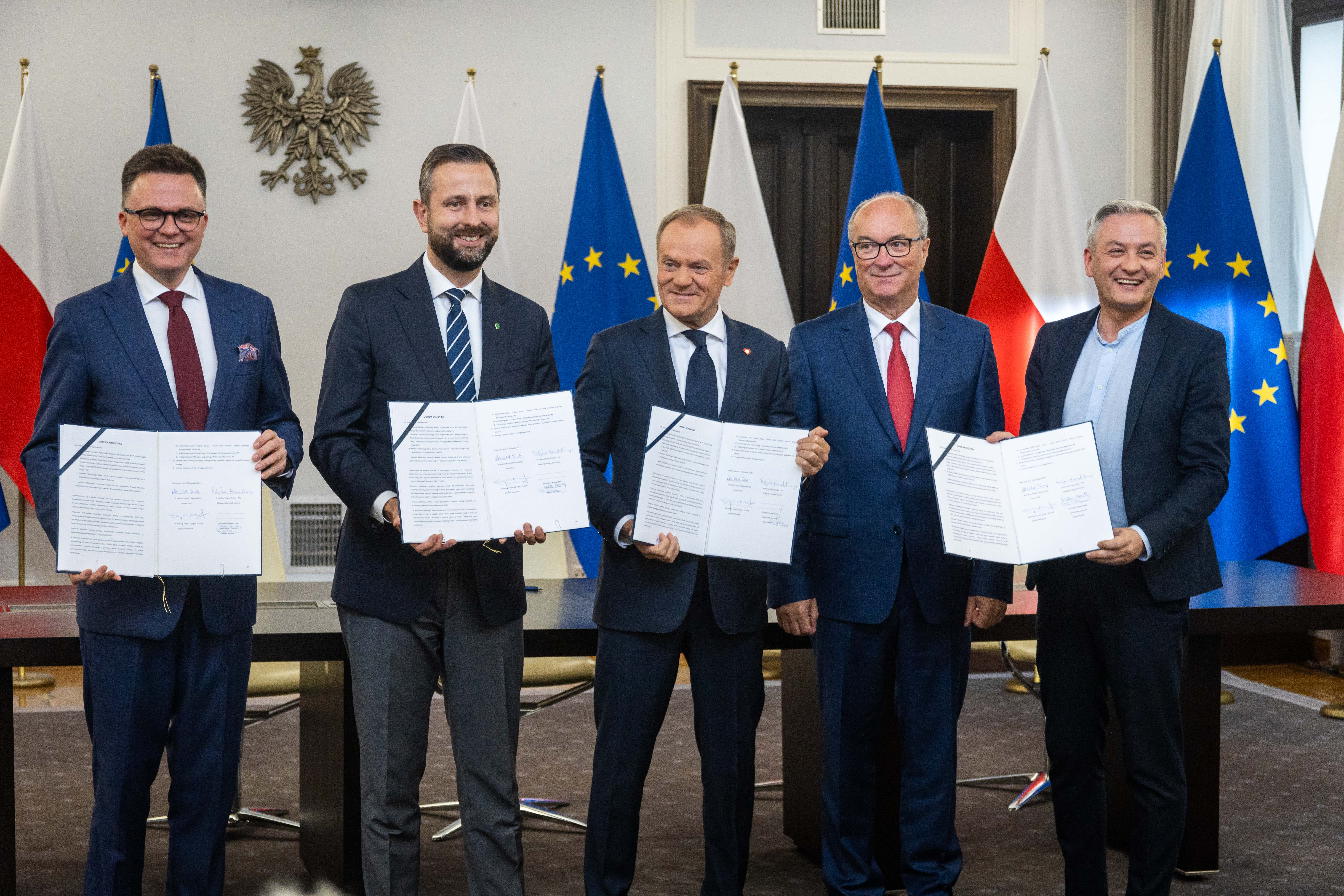
Подписание коалиционного соглашения лидерами польской оппозиции. Шимон Холовня крайний слева

10 ноября 2023 года объявлен кандидатом Польши 2050, Польской коалиции, Левых и Гражданской коалиции на пост Маршала Сейма. На первом заседании Сейма X созыва 13 ноября 2023 года избран Маршалом (Спикером) Сейма, получив 265 голосов и сменив на этом посту Эльжбету Витек, получившую 193 голоса.

## Личная жизнь
Отец Шимона — Войцех Головня — вице-президент Белостока и депутат Городского совета в 1990-е годы. У Головни также был старший брат Адриан, умерший в младенчестве.
Женат на Уршуле Бжезиньской — пилоте МиГ-29 в звании поручика в составе вооружённых сил Польши. У пары две дочери — Мария и Эльжбета. В данный момент семья Головни проживает под Варшавой, кроме того у Головни есть дом у берега реки Сидра в Сокульском повяте (Подляское воеводство).
По вероисповеданию католик.

## Награды
- Орден князя Ярослава Мудрого II степени (31 марта 2025 года, Украина) — за весомый личный вклад в укрепление межгосударственного сотрудничества, поддержку государственного суверенитета и территориальной целостности Украины[12]